# Coração do Sul
Coração ou Coraçone do Sul (em persa: استان خراسان جنوبی‎; romaniz.: Ostān-e Khorāsān-e Junoubi) é uma província do Irã sediada em Birjande. Tem 151 913 quilômetros quadrados e segundo censo de 2019, havia 809 000 residentes. Se divide em 11 condados.

## Terremoto
O terremoto de Dustabad de 1947, também conhecido como terremoto de Charmeh, ocorreu na província de Khorasan do Sul, no nordeste do Irã, em 23 de setembro. O choque principal teve uma magnitude de Mw 6,9 e intensidade máxima de Mercalli modificado de VIII. Foi acompanhado por um tremor secundário de Mw 6,1 em 26 de setembro.  Esses terremotos mataram cerca de 500 pessoas.